# Konzervacija papira
Konzervacija papira djelatnost je posvećena očuvanju predmeta od papira, znači prije svega knjiga, te umjetnina na papirnatom nosiocu, poput grafika, crteža, kolaža, gvaševa i akvarela.
Temeljni principi konzervacije ovog materijala jednaki su kao i kod drugih predmeta kulturne baštine, znači prije svega usmjerenost ka poštovanju i što boljem očuvanju izvornosti samog predmeta na kojem se radi. Reverzibilnost te uočljivost rekonstruiranih dijelova kao i mogućnost ponavljanja zahvata također su vrlo važne. Konzervator restaurator papira mora poznavati osnove tehnologije izrade papira, povijest ovog umijeća, temeljne uzroke propadanja papirnatih predmeta kulturne baštine, te barem osnove povijesti umijetnosti .Vrlo je važno i poznavanje suvremene teorije i prakse konzerviranja restauriranja papirnate građe, konzervatorske etike, te osnova znastvenog ispitivanja predmeta.

## Povijest papira i njegov razvoj
Papir kao podloga za pisanje, u današnjem obliku, pojavio se u Kini oko 105. godine. Do tada, u Kini se pisalo na svili.
Papir se izradivao ručno od bambusove trske, rižine slame, lika, konoplje, starih ribarskih mreža, uopće, od sirovina koje u osnovi imaju vlaknastu strukturu. Spomenuti materijali usitnjavali su se tucanjem u kamenim posudama ili mljeli s ciljem da se dobiju udrobljena sitna vlakna. Udrobljena vlakna stavljala su se u posudu, prelila vapnenom vodom i kuhala. Kuhanjem dobivena kašasta masa nalijevala se na sito, čiju su mrežicu cinila vlakna od svilenih niti ili tankih štapića izrezanih od stabljika bambusa. Potresanjem sita dolazilo je do isprepletanja vlakana, a suvišna voda cijedila se kroz sito u podmetnutu posudu s kašastom masom. Ovim postupkom dobio se vlažan list "papira" vrlo sličan današnjoj mokroj bugačici. Vlažan list formiran na situ pažljivo se odvojio od sita i stavljao na sušenje. Odvajanje vode iz lista obavljalo se polaganjem mokrog lista na ravnu površinu (daska, kamen,
glinena ploča) i isparavanjem vode na suncu.
Osušeni list papira uranjao se zatim u ljepljivu masu dobivenu kuhanjem riže (škrob) i ponovno se sušio. Osušeni listovi poslije faze lijepljenja i sušenja slagali su se u kupove, prešali u drvenim prešama, zatim su se pojedinačni listovi peglali na mramornoj ploči pomoću slonove kosti ili glatkog kamena. Na ovako izrađen papir moglo se sasvim dobro pisati tušem ili tintom biljnog, odnosno mineralnog porijekla. Kinezi su papir rezali u odredeni format. Gotovo identično i danas se ručno proizvodi papir koji se upotrebljava za specijalne tiskanice i reprodukciju umjetničkih djela.
Dugo godina je proizvodnja papira u Kini bila strogo čuvana tajna. Tek 500 godina kasnije papir se počeo proizvoditi u Koreji, i nešto kasnije, u Japanu.
Oko 750. godine Arapi su počeli proizvodnju papira iz krpa koje su mljeli u kamenim mlinovima i tako dobivali potrebna vlakna. Daljnji postupak bio je isti kao u Kini. No, Arapi su upotrebljavali sita s mrežicom ispletenom iz metalnih niti, a kao ljepilo koristili su škrob dobiven iz prosijanog pšeničnog brašna. Arapi su prvi počeli bojiti i izrezivati papir u više određenih formata.
U Europi papir se počeo proizvoditi znatno kasnije, tek oko 1100 - tih godina.
Najme, u to vrijeme javile su se prve radionice za ručnu izradu papira, i to na
Siciliji i u Valenciji, Španjolska. U Francuskoj u 14. stoljeću Talijani osnivaju prve radionice. U Njemačkoj poznata je radionica iz 1390. godine.
Izumom tiskarskog stroja započinje era modernog tiskarstva koja uzrokuje znatno povećanje potrošnje papira.
Počinje se polako razvijati manufakturna proizvodnja papira, a kao sirovine koriste se pamuk, lan, konoplja i stare krpe. No, osjeća se stalni nedostatak papira zbog sve veće potrošnje i manjka osnovnih sirovina, krpa...
Francuz Luis Rober 1799. godine uvodi u proizvodnju prvi parni stroj pomoću kojeg se mogla proizvoditi beskonačna papirna traka uz primjenu beskonačnog sita iz krpa kao osnovne sirovine, a nje je bilo nedovoljno da se zadovolje sve veće potrebe za papirom. Nijemac Keller brušenjem drveta dobio je drvena vlakna koja su, pomiješana s krpama, davala sasvim dobru osnovnu sirovinu za izradu papira.
Na ovaj način se zapravo dobila drvenjaća kao osnovna sirovina za izradu papira koja se i danas koristi za izradu novinskih papira.
Godine 1870. pojavljuju se nove sirovine za izradu papira: bijeljena celuloza iz slame i natronska celuloza iz drva četinjača. Godine 1884. počinje proizvodnja sulfitne celuloze iz četinjača. No, pravi tehnološki napredak za masovnu industrijsku proizvodnju papira, i upotreba drveta kao baze za osnovnu sirovinu, počeo je tek u prvoj polovici dvadesetog stoljeća.

## Uzroci propadanja
- fizički
- kemijski
- biološki

## Osnovni postupci aktivne konzervacije papirnate građe

### Čišćenje površine
Papir i kožu možete očistiti mekom četkom, a prašinu možete ukloniti iz knjiga usisavačem kojem preko mlaznice vežemo gazu. Koriste se i vulkanizirane gumene spužve ili nebrarazivni materijali za brisanje, kao što su vinilne gumice. Morate biti oprezni: neprimjerena tehnika čišćenja može trajno uroniti nečistoću ili oštetiti predmet. 

### Uklanjanje plijesni i insekata
Nakupine od insekata i ostaci plijesni obično se uklanjaju skalpelima, ili posebnim usisavačem. Duboko smrzavanje može biti prikladno za ubijanje insekata. 

### Uklanjanje ljepila
Neki ljepljivi materijali kiseli su i štetni za papir, uzrokuju mrlje. Popravci pomoću ljepila na vodenoj osnovi, poput životinjskog ljepila, mogu se ukloniti u vodenoj kupelji, lokalnom primjenom vlage, ili parom. Sintetička ljepila i trake osjetljive na pritisak (samolijepljive trake) obično se moraju otopiti ili omekšati organskim otapalom prije nego što se mogu ukloniti. Para je ponekad korisna za uklanjanje ljepila. 

### Pranje i alkalizacija
Pranje ne uklanja samo prljavštinu i smanjuje mrlje. Također može isprati kisele spojeve i druge produkte razgradnje koji su se nakupili u papiru. Pranje također može opustiti krhki ili izobličeni papir i pomoći u izravnavanju istog. Ako se samo pranje ne bori protiv kiselosti, ponekad se preporučuje dodavanje alkalnog pufera papiru za uklanjanje kiselina. Alkalizacija se može postići uronjavanjem ili raspršivanjem.  

### Popravljanje i zapune
Veće razderotine koje se ne mogu stabilizirati poliesterskim filmom obično se mogu popraviti na naličju s uskim trakama izrezanog japanskog papira. Trake su zalijepljene trajno reverzibilnim ljepilom poput škrobne paste ili metil celuloze. Rupe ili gubici na papiru mogu se pojedinačno popuniti japanskim papirom, papirnom pulpom ili papirom pažljivo odabranim da odgovara originalu u težini, teksturi i boji. 

### Obnova uveza
Knjige s oštećenim uvezom, otpuštenim ili odvojenim pločama ili listovima zahtijevaju posebnu brigu. Nekoliko tehnika se koristi za konzerviranje uveza. Izvorno šivanje u volumenu treba zadržati ako je to moguće; može se ojačati korištenjem novih platnenih niti i šivaćih nosača. Ako se izvorni uvez previše pogorša, knjiga se može oživjeti s novim arhivskim sigurnim materijalima. Alternativa kožnoj prekrivanoj strukturi prekrivanoj kožom je struktura od odvojenih ploča koja se može obložiti kožom ili tkaninom.

### Sigurnosne mjere
Slab ili krhki papir može biti ojačan sigurnosno s drugim listom papira. Opet, japanski papir može se koristiti kao podloga, lijepljen škrobnom pastom.

### Ravnanje
Ravnanje je uvijek potrebno nakon vodene obrade. Ispravljanje je također korisno za valjani ili savijeni papir koji se ne može nježno i sigurno otvoriti. Obično se provodi između mrlja ili filca pod umjerenim pritiskom. 

### Hitne situacije i katastrofe
Većina prirodnih katastrofa ili katastrofa koje su stvorili ljudi, poput poplava ili požara, uključuje vodu. Čak i mala količina vode može nanijeti značajnu štetu zbirci papira. Potrebna je hitna reakcija priznatog stručnjaka ili agencije u roku od 48 sati, ista je presudna za uspješno spašavanje materijala i sprečavanje razvoja plijesni. Vlažni papir ili knjige mogu biti zamrznuti da se stabiliziraju; mogu se otapati i sušiti kasnije.

## Konzervacija papira u Hrvatskoj
U Hrvatskoj vodeću ulogu u konzervaciji papirnatih predmeta ima laboratorij za konzervaciju papira pri hrvatskoj Nacionalnoj i sveučilišnoj knjižnici, te 1954. godine utemeljen laboratorij Hrvatskog državnog arhiva u Zagrebu.
U sklopu Hrvatskog restauratorskog zavoda, od 1998. djeluju dva specijalizirana odsjeka za restauriranje umjetnina na papiru, pergameni i koži, u Zagrebu - Odsjek za papir i kožu te u Dubrovniku - Odsjek za papir.

## Preventivna zaštita predmeta od papira
Predmete čuvati na temperaturi od oko 15 - 20 °C, 45 - 55 % relativne vlažnosti zraka, te do 50 lx razine rasvjete. Ultraljubičasto zračenje svesti na minimum. Obavezno kontrolirati stanje zraka u čuvaonicama (kemijsko i mikrobiološko zagađenje)! Obavezno što češće kontrolirati eventualnu prisutnost štetnika! Direktan dodir s objektima svesti na minimum! Posebno vrijedne predmete čuvati u prostorima ili ambalaži s modificiranom atmosferom!
Ambalaža mora obavezno biti od beskiselinskog ili puferiranog materijala! U čuvaonici izbjegavati police od drveta ili šperploče te iverice! Sve spomenute mjere primjenjivati i kod izlaganja predmeta!

## Zakonska regulativa i zaštita prava konzervatora restauratora
Ako izuzmemo opće zakonske akte rad konzervatorsko-restauratorske službe u Hrvatskoj danas prije svega određuju sljedeći propisi:
Za restauratore i restauratore tehničare koji rade u Hrvatskom restauratorskom zavodu,Hrvatskom državnom arhivu,Nacionalnoj i sveučilišnoj knjižnici,te samostalno,odnosno za restauratore i preparatore koji rade u muzejima:
- Pravinik o stručnim zvanjima za obavljanje poslova na zaštiti i očuvnaju kulturnih dobara te uvjetima i načinu njihova stjecanja (NN 104/19)

- Pravilnik o uvjetima za dobivanje dopuštenja za obavljanje poslova na zaštiti i očuvanju kulturnih dobara (NN 98/18)

## Školovanje konzervatora papira i knjiga
Kod nas je školovanje za konzervatora restauratora papira moguće samo na studiju konzervacije restauracije Sveučilišta u Dubrovniku. Nastavu vode talijanski stručnjaci, uz obaveznu praksu u Italiji.

## Vanjske poveznice
Konzervacija papira u Hrvatskoj
- NSK pohrana,zaštita i konzervacija građe  Arhivirana inačica izvorne stranice od 16. listopada 2011. (Wayback Machine)
- HDA Središnji laboratorij za konzervaciju i restauraciju  Arhivirana inačica izvorne stranice od 5. ožujka 2012. (Wayback Machine)
- Mušnjak,T.Školovanje stručnjaka na području konzerviranja i restauriranja pisane baštine
- Dragica Krstić:Obilježja konzervatorsko-restauratorske djelatnosti u Nacionalnoj i sveučilišnoj knjižnici u Zagrebu
- Restauracija knjiga/I
- Restauracija knjiga

Konzervacija papira u svijetu
- ICOM CC Graphic documents WG
- AIC WIKI Book conservation catalog
- Реставрация произведений графики  Arhivirana inačica izvorne stranice od 2. studenoga 2011. (Wayback Machine)
- Paper Conservation Catalog
- Paper through time
- Arbeitsblaetter des ANW Papierrestauratoren
- Paper Restoration using Laser Technology  Arhivirana inačica izvorne stranice od 20. lipnja 2012. (Wayback Machine)
- Storing Works on Paper  Arhivirana inačica izvorne stranice od 27. lipnja 2012. (Wayback Machine)
- Basic Care of Books  Arhivirana inačica izvorne stranice od 21. lipnja 2013. (Wayback Machine)
- Making Protective Enclosures for Books and Paper Artifacts  Arhivirana inačica izvorne stranice od 10. veljače 2013. (Wayback Machine)
- Wheat Starch Paste  Arhivirana inačica izvorne stranice od 21. lipnja 2013. (Wayback Machine)
- Innovative materials and technologies for the conservation of paper...  Arhivirana inačica izvorne stranice od 14. srpnja 2014. (Wayback Machine)
- [neaktivna poveznica]
- Van Marwijk,E. Conservation-restauration d'un corpus de cinq peintures chinoises et japonaises sur papier   Arhivirana inačica izvorne stranice od 20. veljače 2021. (Wayback Machine)
- [neaktivna poveznica]
- [neaktivna poveznica]

Video zapisi
- Paper conservation
- Conserving old master drawings
- Conservation of Works on Paper
- Basics of paper conservation

Sestrinski projekti
|  | Zajednički poslužitelj ima još gradiva o temi Konzervacija papira |